# 東急ハーヴェストクラブ
東急ハーヴェストクラブ（TOKYU Harvest Club）は、東急不動産グループが展開する会員制リゾートホテル。東急リゾート株式会社がリゾート会員権の販売を行っている。

## 概要
「別荘を持つ歓びとホテルで過ごす快適さ」のコンセプトのもと、1988年に開業した蓼科を皮切りに、長野県、千葉県、静岡県、栃木県、和歌山県、神奈川県、福井県、福島県、山梨県、兵庫県、京都府、岐阜県の30か所の主要リゾートエリアに展開し、会員制リゾートサービスを提供している。
リゾート会員権を購入し入会した会員は、年間30または36枚の「宿泊利用券」を取得し、1枚で1泊1部屋の利用ができる。予約は2か月前（VIALA会員は3か月前）からで、購入した施設の場合は優先予約が受けられる「ホームグラウンド制」を採用し、年末年始や夏休みなど予約が集中する時期はホームグラウンド会員のみで抽選となる。また、全国27の施設についても相互利用が可能。宿泊利用券は無記名式のため、会員本人でなくても同じ料金で利用できる。1室あたりの会員数は10または12口に限定されており、2010年10月時点の総会員数は約2万人。
国内の他の会員制リゾートと比較し、多くが東急不動産の開発した一大リゾートエリアにあり、ホテルの施設だけでなく直営のゴルフ場やスキー場などのアクティビティを比較的利用しやすいのが特徴。ペットと一緒に宿泊できる施設もある。
法人向けの会員権も存在しており、勤務先が福利厚生の一環で保有している（総務部署・共済・健康保険組合等）場合は、宿泊利用券を提供している場合がある。利用料金は個人向けと同額。

### 会員システム
いずれかの施設を「ホームグラウンド」として入会（リゾート会員権を購入）し、施設により「共有制」「預託制」となる（次節参照のこと）。1室10口の施設の場合に年間で取得できる宿泊利用券は36枚（ホームグラウンド利用券21枚、相互施設利用券15枚）、1室12口の場合は30枚（ホームグラウンド利用券18枚、相互施設利用券12枚）。 予約が集中する期間以外の平日・日曜・祝日については枚数の制限なく利用できる。
共有制
リゾートホテルなど施設の土地や建物を会員と東急不動産で共同所有する会員システム。土地や建物の区分所有権（不動産登記）を得ることができる。
預託制
預託金を預け入れることで、施設の利用権を取得する会員システム。預託金は一定期間経過したのちに全額返還される。

## 施設
（2017年1月現在、総施設数27、総室数約2,593室）
|    | 施設名称                   | 画像 | 開業年月日     | 所在地         | 客室数 | 会員制     | 地図                                   |
| -- | -------------------------- | ---- | -------------- | -------------- | ------ | ---------- | -------------------------------------- |
| 1  | 蓼科                       |      | 1988年6月      | 長野県茅野市   | 90     | 共有会員制 | 北緯36度3分58.7秒 東経138度14分50.1秒  |
| 2  | 勝浦                       |      | 1989年7月      | 千葉県勝浦市   | 98     | 共有会員制 | 北緯35度9分10.8秒 東経140度15分59.5秒  |
| 3  | 浜名湖                     |      | 1990年7月      | 静岡県浜松市   | 120    | 共有会員制 | 北緯34度47分7.2秒 東経137度34分2.1秒   |
| 4  | 天城高原                   |      | 1991年4月      | 静岡県伊豆市   | 120    | 共有会員制 | 北緯34度53分32秒 東経139度1分42.3秒    |
| 5  | 静波海岸                   |      | 1991年11月     | 静岡県牧之原市 | 51     | 共有会員制 | 北緯34度43分45.1秒 東経138度13分37.8秒 |
| 6  | 鬼怒川                     |      | 1992年4月      | 栃木県日光市   | 150    | 共有会員制 | 北緯36度48分25.9秒 東経139度42分26.8秒 |
| 7  | 南紀田辺                   |      | 1993年3月      | 和歌山県田辺市 | 187    | 共有会員制 | 北緯33度42分22.5秒 東経135度23分37秒   |
| 8  | 伊東                       |      | 1993年6月      | 静岡県伊東市   | 170    | 共有会員制 | 北緯34度58分4.9秒 東経139度5分44.8秒   |
| 9  | 斑尾                       |      | 1997年12月     | 長野県信濃町   | 94     | 共有会員制 | 北緯36度51分13.5秒 東経138度15分46.4秒 |
| 10 | 蓼科アネックス             |      | 1999年3月      | 長野県茅野市   | 55     | 共有会員制 | 北緯36度4分10.4秒 東経138度15分8.7秒   |
| 11 | スキージャム勝山           |      | 1999年7月      | 福井県勝山市   | 100    | 預託会員制 | 北緯36度4分26秒 東経136度33分20.5秒    |
| 12 | 山中湖マウント富士         |      | 1999年7月      | 山梨県山中湖村 | 100    | 預託会員制 | 北緯35度26分4.1秒 東経138度51分17.4秒  |
| 13 | 旧軽井沢                   |      | 2001年7月      | 長野県軽井沢町 | 156    | 共有会員制 | 北緯36度20分52.5秒 東経138度38分17秒   |
| 14 | 旧軽井沢アネックス         |      | 2007年7月      | 長野県軽井沢町 | 26     | 共有会員制 | 北緯36度20分52.5秒 東経138度38分17秒   |
| 15 | 蓼科リゾート               |      | 2002年12月     | 長野県茅野市   | 78     | 預託会員制 | 北緯36度4分5.1秒 東経138度15分7.4秒    |
| 16 | 箱根甲子園                 |      | 2003年12月     | 神奈川県箱根町 | 151    | 共有会員制 | 北緯35度16分7.4秒 東経139度0分30.1秒   |
| 17 | 那須                       |      | 2006年10月     | 栃木県那須町   | 144    | 共有会員制 | 北緯37度4分12.9秒 東経140度1分23.4秒   |
| 18 | VIALA箱根翡翠              |      | 2008年4月      | 神奈川県箱根町 | 70     | 共有会員制 | 北緯35度16分5.7秒 東経139度0分34.1秒   |
| 19 | 有馬六彩                   |      | 2010年3月      | 兵庫県神戸市   | 107    | 共有会員制 | 北緯34度47分40.7秒 東経135度14分58.2秒 |
| 20 | VIALA annex 有馬六彩       |      | 2010年3月      | 兵庫県神戸市   | 27     | 共有会員制 | 北緯34度47分40.7秒 東経135度14分58.2秒 |
| 21 | 熱海伊豆山                 |      | 2013年8月      | 静岡県熱海市   | 125    | 共有会員制 | 北緯35度6分58.7秒 東経139度5分27.8秒   |
| 22 | VIALA annex 熱海伊豆山     |      | 2013年8月      | 静岡県熱海市   | 47     | 共有会員制 | 北緯35度6分58.7秒 東経139度5分27.8秒   |
| 23 | 京都鷹峯                   |      | 2014年10月     | 京都府京都市   | 83     | 共有会員制 | 北緯35度3分3.17秒 東経135度44分0.9秒   |
| 24 | VIALA annex 京都鷹峯       |      | 2014年10月     | 京都府京都市   | 37     | 共有会員制 | 北緯35度3分3.17秒 東経135度44分0.9秒   |
| 25 | 那須Retreat                |      | 2017年10月     | 栃木県那須町   | 12     | 共有会員制 |                                        |
| 26 | 軽井沢                     |      | 2018年7月      | 長野県軽井沢町 | 119    | 共有会員制 |                                        |
| 27 | VIALA annex 軽井沢         |      | 2018年7月      | 長野県軽井沢町 | 47     | 共有会員制 |                                        |
| 28 | RESERVE飛騨高山            |      | 2022年7月      | 岐阜県高山市   | 14     | 預託会員制 |                                        |
| 29 | RESERVE京都東山            |      | 2022年7月      | 京都府京都市   | 25     | 預託会員制 |                                        |
| 30 | VIALA鬼怒川渓翠            |      | 2022年12月     | 栃木県日光市   | 48     | 共有会員制 |                                        |
| 31 | VIALA軽井沢 Retreat creek  |      | 2023年10月     | 長野県軽井沢町 | 29     | 共有会員制 |                                        |
| 32 | VIALA軽井沢 Retreat garden |      | 2023年10月     | 長野県軽井沢町 | 14     | 共有会員制 |                                        |
| 33 | RESERVE箱根明神平          |      | 2024年5月      | 神奈川県箱根町 | 10     | 預託会員制 |                                        |
| 34 | VIALA箱根湖悠              |      | 2024年10月予定 | 神奈川県箱根町 | 49     | 共有会員制 |                                        |

### 過去の施設
| 終了年月  | 施設名称                                                                  | 画像 | 開業年月日 | 所在地         | 客室数 | 会員制     | 地図                                  |
| --------- | ------------------------------------------------------------------------- | ---- | ---------- | -------------- | ------ | ---------- | ------------------------------------- |
| 2009年7月 | 軽井沢万平 （現万平ホテル別館）                                           |      |            | 長野県軽井沢町 |        |            |                                       |
| 2015年1月 | 京都アーバンステージ                                                      |      |            | 京都府京都市   |        |            |                                       |
| 2017年8月 | 軽井沢高原 （現プレジデントリゾート軽井沢→ANAホリデイインリゾート軽井沢） |      |            | 群馬県長野原町 |        |            |                                       |
| 2023年3月 | 裏磐梯グランデコ                                                          |      | 2004年9月  | 福島県北塩原村 | 106    | 預託会員制 | 北緯37度41分39.7秒 東経140度7分45.1秒 |
| 2023年7月 | 箱根明神平                                                                |      | 1993年7月  | 神奈川県箱根町 | 39     | 預託会員制 | 北緯35度15分38秒 東経139度2分56.9秒   |